# Ken Block
Kenneth Block (21. listopadu 1967, Long Beach, Kalifornie, USA – 2. ledna 2023, Park City, Utah) byl americký automobilový jezdec a podnikatel, spoluzakladatel DC Shoes. Účastnil se mnoha sportovních událostí zahrnujících skateboarding, snowboarding, motokros, rallyecross a zejména rallye.

## DC Shoes
V roce 1994 s Damonem Wayem založil firmu DC Shoes. DC Shoes byla původně malá firma vyrábějící boty pro skateboardisty. Věřil, že stejně jako ostatní sportovci, i skateboardisti potřebují speciální obuv pro vrcholový sport. Společně s Wayem začal obchodovat s botami a jejich značka začala získávat stále větší popularitu. V květnu 2004 byla DC Shoes koupena společností Quiksilver. Tato transakce dostala firmu do dvoubilionové rodiny Extrémních sportů. Dnes je DC Shoes známa svojí širokou nabídkou výbavy pro extrémní sporty zahrnující boty i další oblečení. Kvůli prodeji těchto produktů podepsal společně s další společníci DC Shoes seznam sportovců extrémních sportů.

## Závodění

### 2005
V roce 2005 zahájil svoji národní rallyovou kariéru s týmem Vermont SportsCar.
Vermont SportsCar pro něj připravili Subaru WRX STi 2005. Jeho první závod sezóny byl Sno*Drift, kde skončil na sedmém místě a pátém ve své třídě Group N. Během sezóny 2005 se Block pětkrát dojel v prvních pěti, umístil se na třetím místě v třídě Group N a čtvrtý v Národním šampionátu Rally America. Na závěr svého prvního roku v rally, vyhrál ocenění „Rally America Rookie of the Year“ (nováček roku).

### 2006
Společně se svým spolujezdcem z DC Rally Travisem Pastranou podepsal novou smlouvu o sponzorství se Subaru. Díky tomuto se stali známí jako „Subaru Rally Team USA“. Zároveň obdržel nové Subaru WRX STi 2006 od Vermont SportsCar. Poprvé se účastnil X Games rally závodů během X Games XII. V této soutěži vybojoval bronzovou medaili. V Národním šampionátu Rally America se umístil na stříbrné pozici.

### 2007
V roce 2007 se umístil jako druhý na X Games XIII. V Národním šampionátu Rally America se umístil celkově jako třetí. Během této sezóny se Block účastnil i Světového šapmionátu, Rally Mexiko a Rally Nový Zéland. V Rally Nový Zéland se Block dvakrát umístil v top pěti dojetích v Group N. Ke konci sezóny měl na kontě 19 medailových pozic a 8 celkových vítězství.

### 2008
Pro sezónu 2008 obdržel novou Subaru WRX STi 2008. Rozhodl se pro účast v Rallye Baie-des Chaleurs kanadského šampionátu jako přípravu na světový šampionát. Block zde poprvé vyhrává rally v Kanadě. Pro jeho nové auto to byla teprve druhá série. Block a spolujezdec nezískali žádné body do kanadského šampionátu, protože neměli licenci pro účast v šampionátu v Kanadě. Vyhrál první místo v Rally New York USA. V X Games XIV se Block umístil společně s Davem Mirrou na třetím místě. Událost nastala protože oba dva závodníci měli problém se svými auty. Měl problémy s chladičem po špatném dopadu po skoku. Protože oba dva závodníci nebyli schopní dokončit závod, bronzová medaile, o kterou jeli, byla udělena oběma.
V národním šampionátu Rally America se umístil jako druhý v celkovém pořadí. V závodě Lake Superior Performance Rally dokonce dojel s časem o minutu lepším, než druhý nejlepší. To mu zajistilo celkovou druhou pozici.

### 2010
6. ledna 2010 Monster World Rally Team jej označili za jejich závodníka pro Mistrovství světa v rallye 2010, ve kterém bude řídit Ford Focus RS. Zároveň pojede Rally America a X Games XV. 27. ledna Ken Block vyhrál popáté v řadě „Rally in the 100 Acre Wood“. Zároveň tím překonal rekord Johna Buffuma. Ken prochází výcvikem od dřívějšího řidiče týmu Ford M-Sport Markko Märtina.

### 2011
Block startuje s vozem Ford Fiesta RS WRC v Mistrovství světa v rallye 2011, získal 6 bodů a celkově skončil na 22. místě. Dále natáčí v pořadí již čtvrté (tentokrát již téměř desetiminutové )video ze série gymkhana které se odehrává v hollywoodských studiích společnosti universal. Startuje také ve 2 závodech v Globálním mistrovství rallycrossu.

### 2012
Startoval pouze ve 3 závodech v Mistrovství světa v rallye 2012, získal 4 body a skončil na 28. místě. V Globálním mistrovství rallycrossu skončil na 5. místě.

### 2013
Startuje pouze Rallye Mexiko a získává 6 bodů za 7. místo. V Globálním mistrovství rallycrossu skončil na 3. místě.

### 2014
Castrol se vrátil jako sponzor, díky tomu se účastní Rallye Španělsko v Katalánsku. Až do poslední fáze byl na 10. místě, kdy měl defekt pneumatiky a kvůli tomu skončil na 12. místě. Globálním mistrovství rallycrossu se tentokrát stal vicemistrem.

### 2015
Závodil pouze v Globálním mistrovství rallycrossu kde skončil na 7. místě. Věnuje také více času na řízení společnosti Hoonigan Company.

### 2016
Přešel do Mistrovství světa v rallycrossu s ambicemi na zisk titulu a tovární podporou.

## Ostatní motorsportové aktivity
15. října 2009 bylo ohlášeno, že se málem dostal do WRC s Ford týmem. Původně závodník Subaru Chris Atkinson byl zařazen jako jeho spolujezdec v nové Monster Energy Drink Ford World Rally Team.
V roce 2005 se společně s jeho společníky z DC Shoes zúčastnili Rally Gumball 3000. Jeli v upravených Subaru WRX STi spozorovaných DC Shoes.
V roce 2006 pro Dicovery show „Stunt Junkies“ skočil se svojí Subaru WRX Sti 2006 přibližně 52 metrů daleko s maximální výškou 7,2 metrů. Celá epizoda byla věnovaná Blockovým pokusům o tento skok.
V roce 2007 se připojil k Snowboardingovému týmu DC Shoes na Novém Zélandu. Dělal velké skoky a také jel se svojí Subaru vedle snowboardistů provádějících triky. Snímek se dostal na titulní stranu prosincového čísla Snowboarder Magazine a video na MTN.LAB 1.5 DVD.

## Účast ve hře Colin McRae: Dirt 2
Objevil se jako řidič ve hře DiRT2 od Codemasters. V hře se objevila i jeho Subaru Rally Team USA Impreza.

## Účast ve hře Colin McRae: Dirt 3
Ken Block již tradičně zaštiťuje motoristickou hru DIRT 3. Novinkou tohoto dílu hry je, že si můžete vyzkoušet tzv. gymkhana mode, tedy si můžete vyzkoušet, jaké je to natáčet gymkhana videa. Ken Block v tomto díle vystupuje s vozem Ford Fiesta.